# Uğur Yücel
Ugur Yücel (Istanbul, 26 maggio 1957) è un attore, regista e sceneggiatore turco.

## Biografia
Completò la sua formazione presso il Conservatorio Statale di Università di Istanbul nel 1977. Attore prolifico della cinematografia turca, partecipa ad oltre venti pellicole nella sua carriera.

## Filmografia
- Eşkıya (1996)
- Balalayka (2000)
- Yazı Tura (2004)
- Hayatımın Kadınısın (2007)
- New York, I Love You (2009) - film collettivo
- Soul Kitchen, regia di Fatih Akın (2009)
- Soğuk (2013)[1]
- Bad Cat, regia di Mehmet Kurtuluş e Ayşe Ünal (2016)[2] - voce

### Attore
- Rheingold, regia di Fatih Akın (2022)

## Premi e riconoscimenti

### Festival internazionale del cinema di Adalia
- 1987: - Miglior attore non protagonista per Muhsin Bey
- 2004: - Miglior regista per Yazı Tura
- 2004: - Migliore sceneggiatura per Yazı Tura
- 2004: - Miglior film per Yazı Tura

### Festival internazionale del cinema di Istanbul
- 2005: - Miglior regista per Yazı Tura

### Filmfestival internazionale di Heidelberg e Mannheim
- 2005: - Premio FIPRESCI  per Yazı Tura[3]

### Alexandria Mediterranean Countries Film Festival
- 2007: - Miglior attore per Hayatımın Kadınısın